# Гречаников (хутор)
Гречаников — хутор в Алексеевском районе (городском округе, с 2018) Белгородской области, входит в состав Хлевищенского сельского поселения.

## География
Хутор расположен в восточной части области, к юго-западу от Алексеевки (9 км от центра города).
Улицы и переулки
| - ул. Луговая |

## История
Упоминается в Памятной книжке Воронежской губернии за 1887 год как "хуторъ Гречаниковъ" Иловской волости Бирюченского уезда. Число жителей обоего пола — 173, число дворов — 18.

## Население
| 2002 | 2010 |
| ---- | ---- |
| 22   | ↘12  |